# Stemma della Slovenia
Lo stemma della Slovenia è l'emblema della Repubblica di Slovenia. È costituito da uno scudo blu bordato di rosso, sul quale è stilizzato il monte Tricorno (Triglav). Nella parte inferiore del monte ci sono due linee ondulate blu, rappresentanti i fiumi e il mare del Paese, mentre sopra al monte sono poste tre stelle a sei punte, prese dall'emblema dei conti di Celie. È stato adottato a partire dal 1991, cioè dall'indipendenza della Slovenia.

## Storia
La Repubblica Socialista di Slovenia, una delle sei repubbliche che formavano la Repubblica Socialista Federale di Iugoslavia, con Lubiana come capitale, aveva un emblema contenente il monte Tricorno con sotto tre linee ondulate; circondati da spighe di grano intrecciate con foglie di tiglio tenute insieme da un nastro rosso e il tutto sormontato da una stella rossa bordata di bianco.